# Wish You Were Here (album)
Wish You Were Here deveti je studijski album britanskog sastava Pink Floyd, objavljen 12. rujna 1975. Tema albuma je alijenacija, degradacija ljudskih odnosa i kritika poduzeća i države koji tretiraju ljudska bića kao stvari. Neki tekstovi tematiziraju glazbenu branšu i njenu nesposobnost razumijevanja uvjeta glazbenika (npr. ironična pjesma Have A Cigar) kao i čežnja za bivšim članom Sydom Barrettom, kome je album i posvećen, ali glazba je također usmjerena na brutalnost, ludilo i otuđenje u drugom smislu koja su bila popularna u to vrijeme, npr. militarizacija i birokratska paranoja. Roger Waters nastavlja s ovom kritikom i na sljedeća tri albuma (na kojima je glavni i odgovorni tekstopisac, ali i kao solo umjetnik npr. s Amused To Death).
Albumom dominira skladba Shine On You Crazy Diamond, s kojom započinje i završava album. Ukupna dužina ove pjesme je 26 minuta a sastav je odlučio podijeliti je u dva dijela. Dugi intro, sviran na orguljama i gitari, može se računati kao jedan od prvih preteča trance glazbe.
Roy Harper je gost pjevač pjesme Have a Cigar. Dick Parry svira saksofon u pjesmi Shine On You Crazy Diamond.
Među albumima Pink Floyda ovaj se često naziva po svojim inicijalima "WYWH".

## Popis pjesama
| Broj | Naziv                                   | Tekst i glazba                | Dužina |
| ---- | --------------------------------------- | ----------------------------- | ------ |
| 1.   | Shine On You Crazy Diamond, Parts I-V   | Gilmour/Waters/Richard Wright | 13:40  |
| 2.   | Welcome to the Machine                  | Waters                        | 7:31   |
| 3    | Have a Cigar                            | Waters                        | 5:08   |
| 4.   | Wish You Were Here                      | Gilmour/Waters                | 5:34   |
| 5.   | Shine On You Crazy Diamond, Parts VI–IX | Gilmour/Waters/Wright         | 12:31  |

Ukupno trajanje: 44:28

## Izvođači

### Sastav
- David Gilmour - vokal, gitara
- Nick Mason - perkusije, zvučni efekti
- Roger Waters - bas-gitara
- Richard Wright - klavijature, vokal

### Gosti na albumu
- Dick Parry – saksofon u "Shine On You Crazy Diamond"
- Roy Harper – pjeva u "Have a Cigar"
- Venetta Field – prateći vokal
- Carlena Williams – prateći vokal

## Vanjske poveznice
- Službena stranica  Arhivirana inačica izvorne stranice od 26. rujna 2010. (Wayback Machine)